# ミライダガッキ

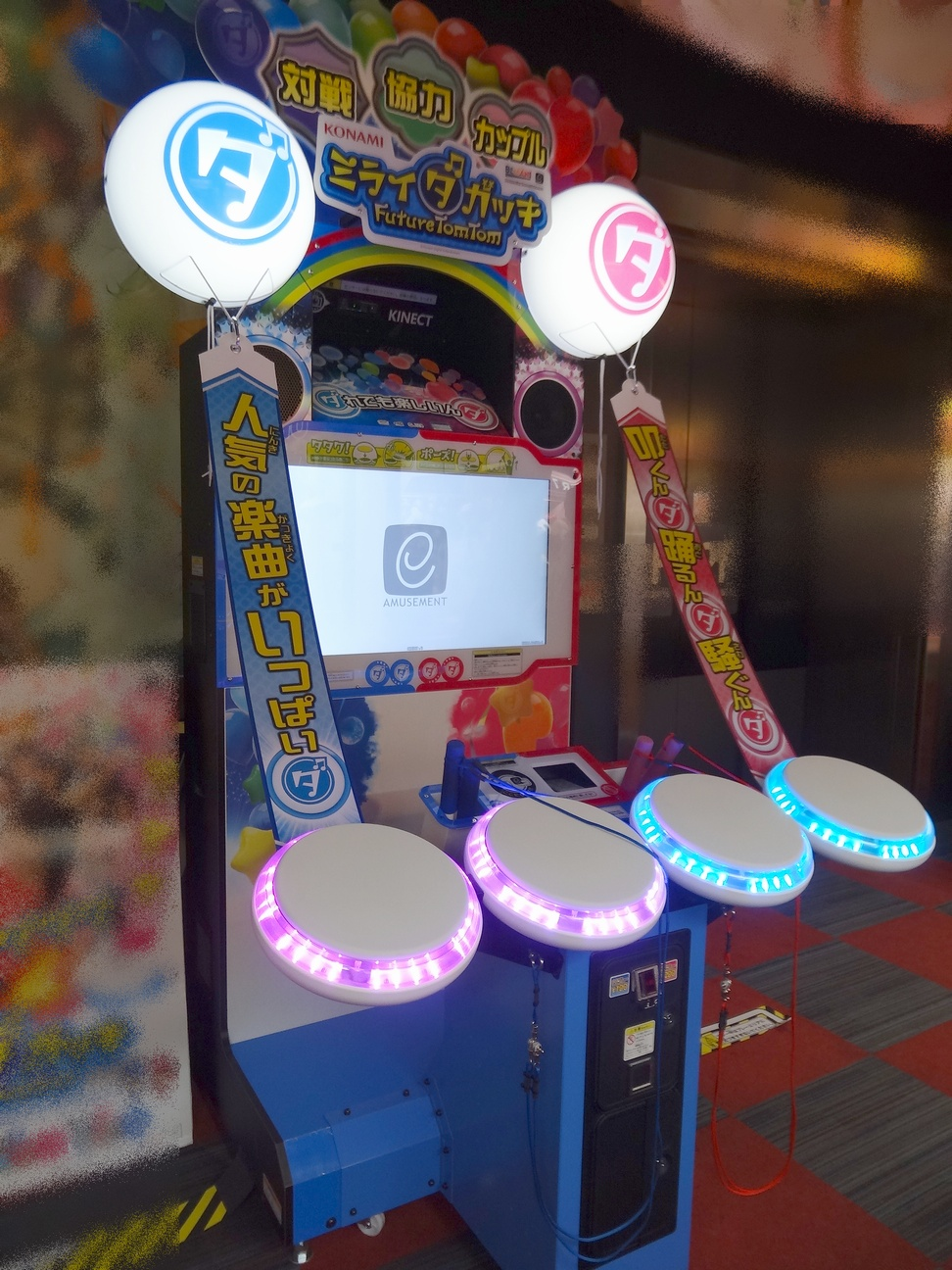
『ミライダガッキ』筐体

『ミライダガッキ』（英記：FutureTomTom）は、コナミアミューズメント（2016年10月まではコナミデジタルエンタテインメント）が2013年6月20日に稼働開始した、BEMANIシリーズの音楽シミュレーションのアーケードゲームである。タイトルは英記も含め『ミライダガッキ -FutureTomTom-』と表記されることもある。
2013年12月18日には、システムなどに大幅な改変を施した『ミライダガッキ Ver.2』が稼働。

## 概要
同社のToy'sMarchやHELLO! POP'N MUSIC等の流れを汲む、音楽ゲーム初心者ユーザーを主なターゲットに据えた作品である。2つ～4つのパッドをバチで叩く操作に加え、内蔵されたKinectによるポーズ認識機能が付いているのが特徴で、バチで叩く操作はDrumMania、ポーズ認識機能はDance Evolution ARCADEを組み合わせたようなものである。システム基板は、PCベースであるWindows 7(組み込み向けのWindows Embedded standard 7)を使用。
収録曲は、jubeatやREFLEC BEAT同様に、ライセンス曲が中心となっているが、一部コナミオリジナル曲も含まれている。特に過去の全機種に収録されているDJ YOSHITAKAの『FLOWER』、紅色リトマスの『凛として咲く花の如く』も収録されている。
プロデューサーはナカムラマサル、ディレクターはU1-ASAMi、サウンドディレクターは村井聖夜とAkhuta。
2015年7月15日よりオフライン稼働に対応した追加キットによるバージョンアップが随時行われ、同月31日より前記を適用していない筐体はサービス終了となった。バージョンアップを適用した筐体でのe-AMUSEMENT接続サービスはその後も継続していたが、それまでの隠し楽曲がすべて無条件解禁され、単体でのオフライン稼働も可能になった。
2017年8月31日をもってe-AMUSEMENT接続サービスが終了し、以降はオフラインのみの稼働となっている。

### プレイモード
ヒトリダガッキ
1人プレイ用のモード。4つのパッドを全て使用する。
フタリダガッキ
2人プレイ用のモード。パッドはそれぞれ左右2枚ずつを使う。「対戦」「協力」「カップル」の3つのスタイルがあり、曲の途中で叩くパッドが入れ替わったり、相性診断などのイベントが発生する。

### 遊び方
画面上方から流れてくるオブジェに合わせて、対応したパッドをタイミングよく叩く。ポーズのオブジェが流れてきた場合は、描かれているイラストと同じポーズを取る。判定は「ジャスト」「グレイト」「グッド」「アッ!」の4種類。1度も「アッ!」判定を出さずに最後までコンボを続けた場合、フルコンボとなる。また、全て「ジャスト」判定を出すとパーフェクトプレイとなる。
Aランク以上を出すことでステージクリアとなるが、Bランク以下でも途中でゲームオーバーになることは無く、必ず2曲演奏できる。

### お面について
コナミオリジナル曲のお面は、初出機種や連動イベントによって変わる。
- beatmania IIDX - 1P：トラン、2P：ユニバーサル度胸兄弟（赤）
- pop'n music - 1P：ニャミ、2P：ミミ
- jubeat
  - 初出がcopious以前 - 1P：コンシェルジュ、2P：スミス
  - 初出がsaucer - 1P：スミス、2P：コンシェルジュ
- Dance Dance Revolution - 1P：AFRO、2P：EMI
- REFLEC BEAT - 1P：パステルくん、2P：パステルくん（ピンク）
- GITADORA - 1P：オトベア（緑）、2P：オトベア（黄）
- 例外がある曲
  - 灼熱Beach Side Bunny - 灼熱くん（1P：純正、2P：青）
  - DOUBLE IMPACT - 1P：スミス、2P：オトベア（緑）[5]
  - アルストロメリア、Do The Evolution、Chronos、Riot of Color - 期間限定で「TAG生誕祭専用お面」が使用できた。
  - ひなビタ♪楽曲 - 曲に対応する各メンバー

## Ver.2での変更点
- 新ノートの追加。
  - 起点となる「トリガースター」を叩いた後の数ノートが高得点の「ボーナススター」になる「スターノート」
  - 既存の連打ノートに似ているが、ノートが消える前にノートに表示された回数（「すばやく○○打」と表示される）叩かなければならない「ロールノート」
  - 最初のノートを叩くとヒートアップ開始、ヒートアップ中はスコアが2倍になるが、ヒートアップ終了までに1度でもミスするとノートが弾け飛んでヒートアップが強制終了してしまう「ヒートアップノート」

それに伴い、Ver.1で収録されていた楽曲の譜面・難易度が変更された。
- クリア条件が緩和された。Aランク以上＝達成率70%以上でクリアとなる。（REFLEC BEATのACHIEVEMENT RATEに近い方式）
- スコア表示の変更。Ver.1では5桁（10000点満点）だったが、Ver.2では7桁になった。
- AAAを超えるランク「AAA☆（トリプルエースター）」の追加。
- 一部ユーザーから「お面を外してプレイしたい」の要望に応える形で、プレー開始前にお面の有無を選択できるようになった。